# Londra a mezzanotte
Londra a mezzanotte (Too Hot to Handle) è un film britannico del 1960 diretto da Terence Young.